# Wrzelowiecki Park Krajobrazowy
Wrzelowiecki Park Krajobrazowy – park krajobrazowy położony w powiecie opolskim (województwo lubelskie), obejmujący północno-zachodnią część Wzniesień Urzędowskich. Utworzony w 1990 roku.
Powierzchnia parku wynosi 49,89 km², natomiast jego otulina liczy 136,25 km².

## Geologia
Park obejmuje część prawego zbocza doliny Wisły, gdzie w odsłoniętych skałach kredowych występują liczne skamieniałości zwierząt (m.in. gąbki, małże, korale i amonity). Znaczną część gleb stanowią żyzne gleby brunatne, stąd na obszarze Parku od dawna rozwija się sadownictwo.

## Fauna i flora
Ponad 38% powierzchni Parku zajmują lasy grabowo-dębowe i bory sosnowo-dębowe. Występują w nich rzadkie i chronione gatunki roślin jak: lilia złotogłów, tojad mołdawski, widłak jałowcowaty.
W Parku żyje wiele gatunków zwierząt leśnych m.in. orzesznice, borsuki i kuny. Niedaleko wsi Kaliszany, na tzw. Wyspach Kaliszańskich znajduje się cenna ostoja ptactwa wodno-błotnego.

## Walory kulturowe

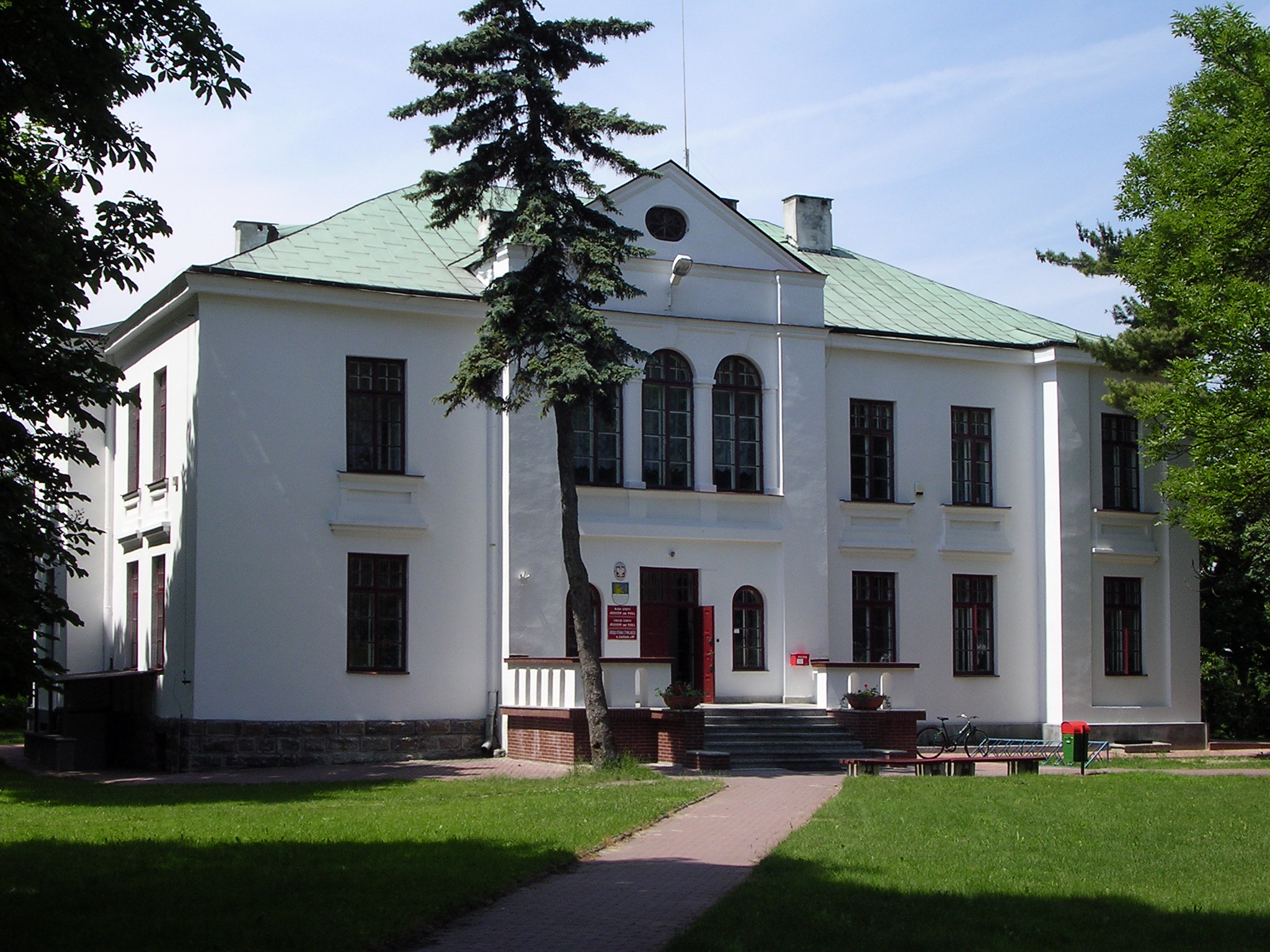
Pałac w Józefowie nad Wisłą

Na terenie Parku znajdują się m.in. następujące atrakcje turystyczne:
- Kluczkowice – pałac z XIX wieku, zbudowany według projektu Stanisława Witkiewicza, z parkiem
- Józefów nad Wisłą – barokowy zespół pobernardyński fundacji Józefa Potockiego z I połowy XVIII wieku: pałac z XIX wieku i pozostałości zamku z XVII wieku
- Rybitwy – kościół z pocz. XVII wieku, w stylu tzw. renesansu lubelskiego, z przybudowaną neogotycką kaplicą grobową generała Niesiołowskiego z poł. XIX wieku
- Wrzelowiec – kościół parafialny z lat 1777–1784, klasycystyczny, kaplica grobowa Kleniewskich z 1920 roku, zabytkowa zabudowa z przełomu XIX i XX wieku
- Piotrawin – gotycki kościół z lat 1440–1441, fundacji kardynała Zbigniewa Oleśnickiego i kaplica z tego samego okresu nad grobem Piotrowina, wskrzeszonego według legendy przez św. Stanisława. W budynku plebanii muzeum parafialne z unikatowym zbiorem obrazków wotywnych z XVII wieku
- Chruślina – pomnik bitwy z powstania styczniowego